# Tatsuya Sugai
Tatsuya Sugai (菅井 竜也, né le 17 avril 1992 à Okayama) est un joueur professionnel de shogi japonais. Il a remporté notamment le Ōi en 2017.

## Palmarès

### Titres majeurs
| Titre | Années | Nombre de titres |
| ----- | ------ | ---------------- |
| Ōi    | 2017   | 1                |

### Titre Mineurs
| Titre       | Années | Nombre de titres |
| ----------- | ------ | ---------------- |
| Coupe Asahi | 2021   | 1                |
| Ginga-sen   | 2021   | 1                |
| Coupe Daiwa | 2011   | 1                |
| Shinjin-O   | 2015   | 1                |

### Classement annuel des gains en tournoi
Sugai a figuré dans le top 10 du classement annuel des joueurs de shogi remportant le plus de gains (ja) en 2017 et 2018.
| Année | Montant gagné | Rang |
| ----- | ------------- | ---- |
| 2017  | 23 630 000 ¥  | 7e   |
| 2018  | 21 930 000 ¥  | 9e   |